# Johan Frederik Classen
Johan Frederik Classen, frecuentemente también JF Classen, (11 de febrero de 1725 – 24 de marzo de 1792) fue un industrial danés - noruego, mayor general, terrateniente y fundador de Det Classenske Fideicommis. Fue asesor de la cancillería del rey Federico V. Classen construyó la casa solariega Arresødal en 1773, renovó la casa solariega neoclásica Corselitze en 1777,  y construyó la Casa de verano del general junto al bosque de Corselitze .

## Primeros años
Classen nació en Oslo (entonces llamada Christiania), donde su padre (de Sønderborg en la isla danesa de Als ), era organista . El padre, que tenía el mismo nombre que su hijo, nació en 1697 y murió en 1775; su madre, María, nacida Walter (1702-1768), procedía de una familia de agricultores noruegos. Tras pasar por la escuela de gramática de su ciudad natal, se convirtió en candidato a teólogo en la Universidad de Copenhague en 1741, presentándose a los exámenes tres años después. 

## Carrera

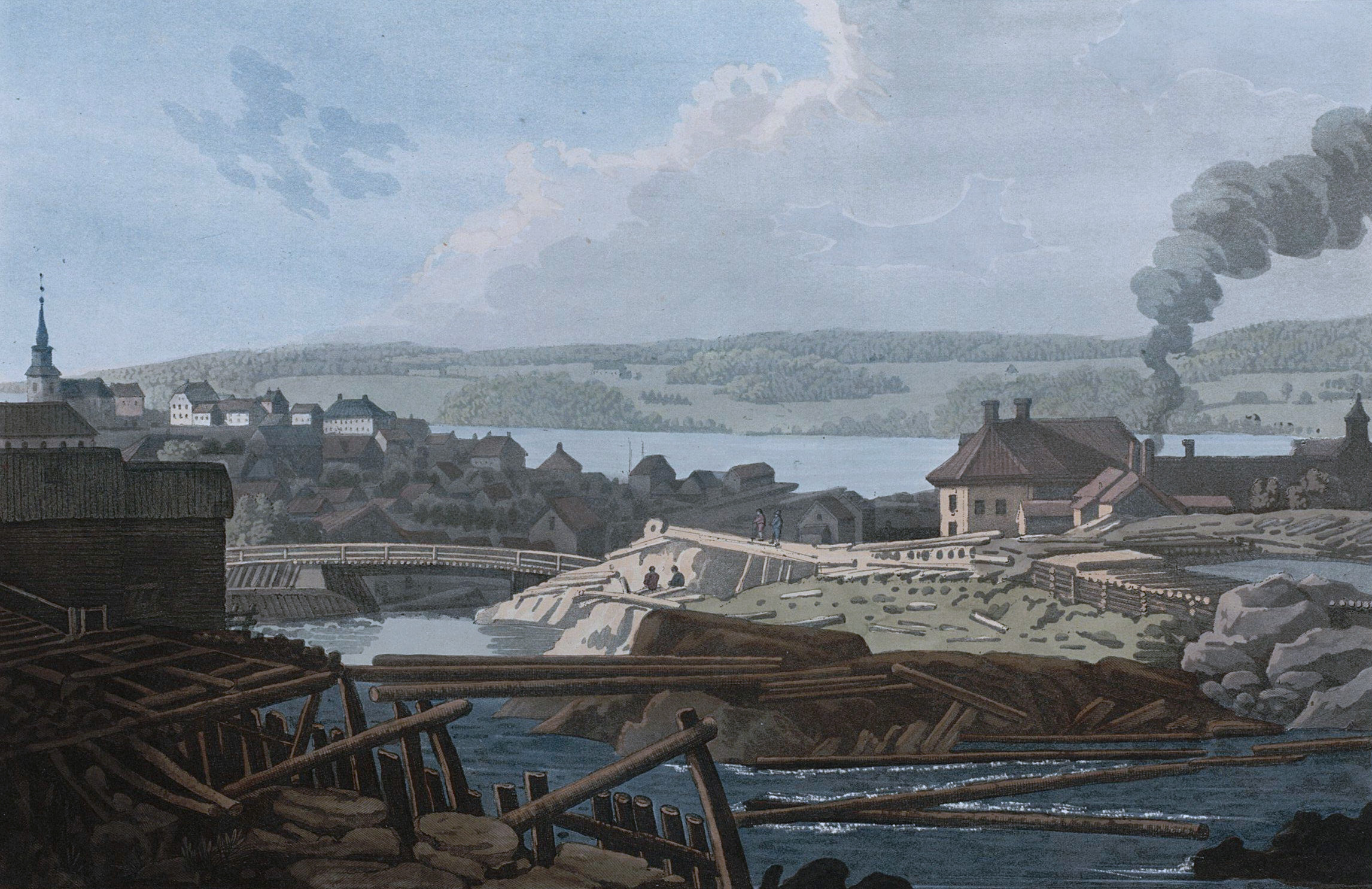
Classen fue comisionado de Moss Cannon Foundry.

A pesar de sus estudios, la intención de Classen no era hacer una carrera teológica. Parece que se lanzó inmediatamente a otras actividades tras entrar en contacto con empresarios noruegos, posiblemente participando también en el colegio de asesores comerciales de alto nivel conocido como Kommercekollegiet del que era miembro un pariente, el consejero Christian Walter. Cuando Federico V visitó Noruega en 1749, Classen acompañó al almirante Andreas Rosenpalm, que se asoció con varios empresarios noruegos, entre ellos Erik Anker y Matthias Wærn, de la fundición noruega de cañones Moss. Con sólo 24 años, Classen se convirtió en proveedor de municiones para el Estado, en particular como comisario de la fundición Moss, cargo que ocupó hasta aproximadamente 1759. Como tal, llevó a cabo negociaciones con el cuartel general del ejército. Parece que tenía amigos influyentes en el círculo cercano al rey. En 1751 recibió el título de consejero de la Cancillería y en 1753 fue nombrado secretario del Kommercekollegiet.
Inmediatamente después de la muerte en 1750 del comerciante danés Andreas Bjørn, Classen se involucró en la entrega anual de municiones a los bereberes de Argel. Comenzó entregando 8.000 balas de cañón, seguidas de pólvora (500 quintales), cuerda y madera, y pronto recibió un contrato permanente para realizar la entrega anual. Sus lazos comerciales internacionales se desarrollaron gracias a su conexión con el antiguo embajador español en Copenhague, Marqués de Puente Fuerte. El trabajo le puso en contacto con diversos industriales, incitándole a convertirse él mismo en empresario.
En 1754, Classen intentó sin éxito establecer una fábrica de vidrio; al año siguiente, compró una fábrica de hornos de cerámica en las afueras de Østerport en Copenhague.  En 1756, surgió una disputa entre Classen y los directores de la fundición Moss y, en 1759, Classen dejó de ser agente allí.
Ese mismo año, Federico V confió a Classen y a otro empresario, Just Fabritius, unos terrenos en Agatmølle, el punto en el que el Arresø desemboca en el Isefjorden, en los que desarrollar una fábrica de cañones y municiones. El francés De Peyrembert había intentado sin éxito producir cañones allí. Respondiendo a los deseos del rey, Classen y Fabritius se embarcaron no sólo en la producción de cañones y pólvora, sino en todo tipo de armamento. Como el terreno había sido asignado por Federico V, Classen llamó a la fundición "Frederiksværk"; se convirtió en la primera ciudad fabril de Dinamarca. Fabritius aportó el capital, pero fue Classen quien se convirtió en el líder activo de las operaciones de Frederiksværk, recibiendo el nombramiento de Comisario General de Guerra y Municiones con el título de canciller. El negocio fue bien, beneficiándose de los suministros para la Guerra de los Siete Años a partir de 1756.  Aunque se interesó por el aspecto técnico de la empresa, fueron sobre todo las habilidades de Classen como administrador y hombre de negocios las que condujeron al éxito de la fábrica.

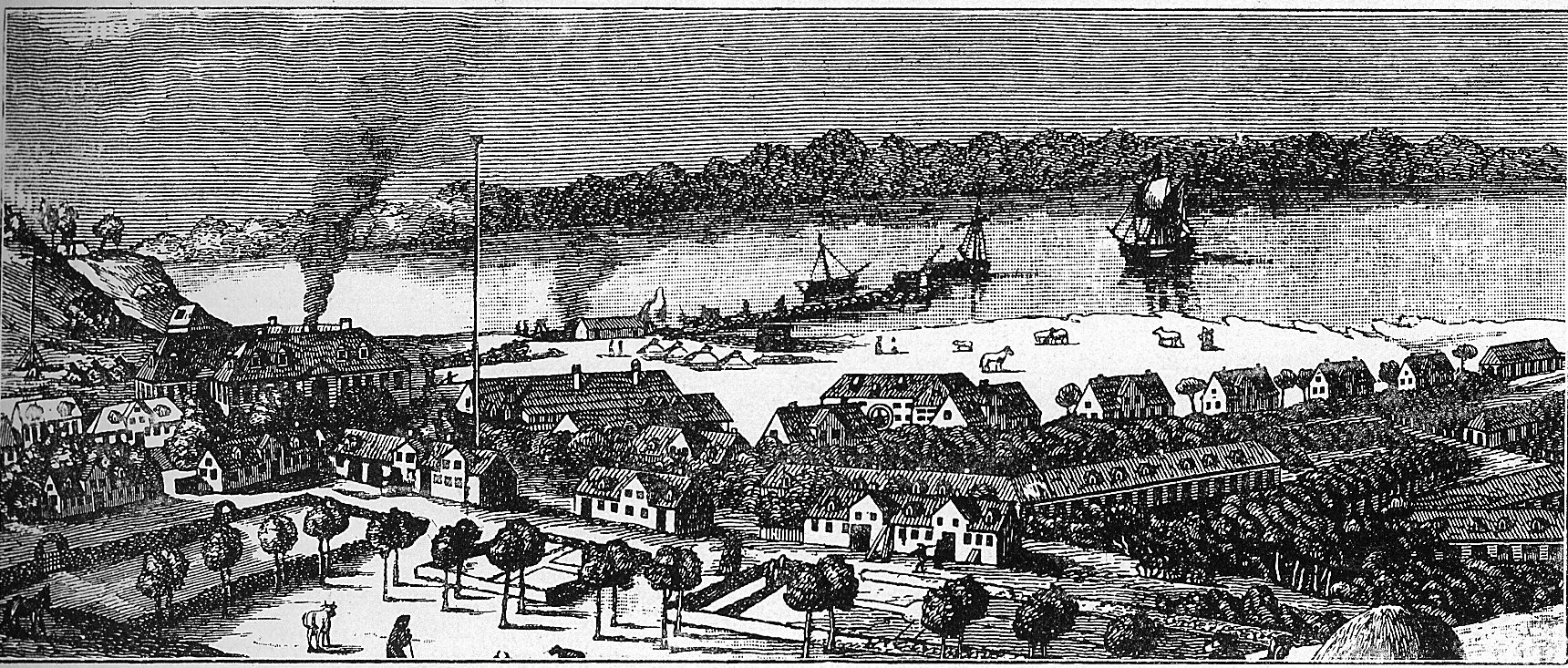
Representación de Frederiksværk en la época de Classen.

En pocos años, Frederiksværk se convirtió en la única ciudad industrial de Dinamarca. Gracias a la calidad de la pólvora y de los cañones, la fábrica se hizo rápidamente competitiva. En 1765, el número de trabajadores había aumentado a unos 400. Aunque posteriormente se produjeron pequeñas reducciones de plantilla, la fábrica fue capaz de sostener el desarrollo de una pequeña ciudad, ya que las instalaciones se ampliaron para incluir un molino de agua, un aserradero de ladrillos, una fundición de hornos, una fábrica de velas, un trabajo de hierro decorativo una orfebrería y un taller de fabricación de cuerdas. La empresa de Classen también recibió el apoyo del Estado. En 1760, para complementar la mano de obra, se transfirieron a la empresa una serie de granjas arrendatarias y en 1764 se incluyeron todas las granjas arrendatarias de las parroquias circundantes de Kregme, Vinderød, Melby y Torup, así como Halsnæs, Rorup y Havelse Skove quedaron bajo su jurisdicción. En 1757, como comisario de guerra y municiones, Classen ganaba 800 rigsdaler al año, mientras que en 1760 recibió el cargo de comisario general del comisariado del ejército, organismo con el que firmaba los contratos de suministros del ejército. Cuando Fabritius dijo que deseaba retirarse de Frederiksværk, el rey compró la fábrica por 130.000 rigsdaler, pero se permitió que Classen siguiera teniendo el control para que "por su cuenta pueda elegir lo que quiera".
Uno de los mecenas de Classen era Saint-Germain, que se esforzaba por mejorar la artillería danesa. En 1767, con el beneplácito del rey, esto dio lugar a un contrato por el que Frederiksværk y su única competidora real, la fábrica de fusiles de Kronborg, debían apoyar a Classen, mientras que el Estado se comprometía a aportar una suma anual de 120.000 rigsdaler durante los siguientes 30 años para la compra de armas y municiones a las dos fábricas. Sin embargo, poco después Saint-Germain fue destituido y en abril de 1768 se creó una comisión de investigación presidida por el opositor de Classen, Ditlev Reventlow (1712-1783). La comisión descubrió que todos los acuerdos se habían establecido a favor de Classen, por lo que éste tuvo que renunciar a la fábrica de fusiles de Kronborg, que fue transferida a Heinrich Carl von Schimmelmann, y pagar 100.000 rigsdaler por Frederiksværk sin ninguna garantía de contratos por parte del Estado. Después de que un intento de restablecer el Gjethuset de Copenhague como fundición de cañones resultara infructuoso, Classen concluyó un contrato con el ejército en 1770 que le garantizaba ser su único proveedor de pólvora y cañones. El contrato, que también especificaba una subvención anual para el funcionamiento de la fábrica además de los pagos por los suministros, se renovó cada año hasta la muerte de Classen. Además, Frederiksværk celebró contratos de suministro de armas y municiones a grandes empresas comerciales y a la marina. En 1769, el negocio se amplió a la producción de estufas y ollas, aunque no todos los intentos de Classen por traer otras industrias a la ciudad tuvieron éxito.

## Otras ocupaciones

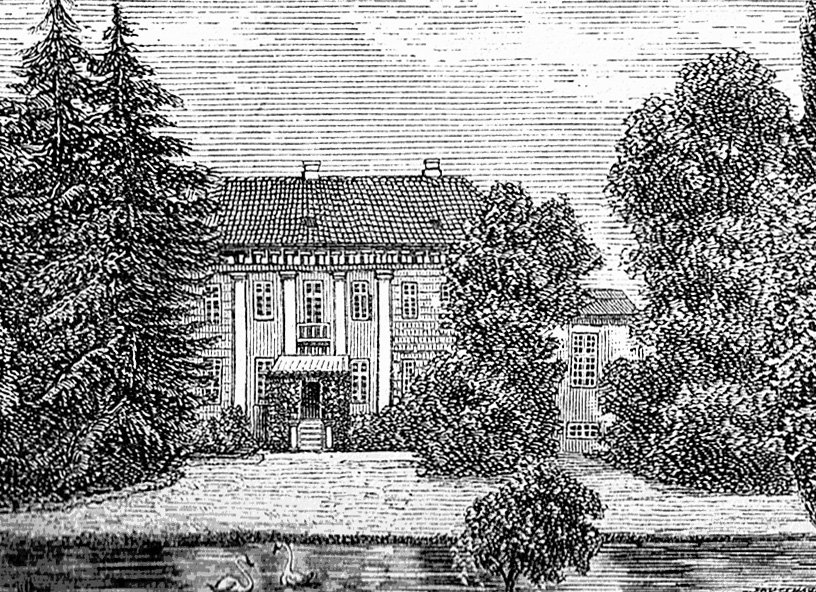
Classen construyó la casa solariega de Corselitze durante el período 1775-1777.

Además de sus actividades industriales y comerciales, Classen también se interesó por la agricultura y la silvicultura. En 1768 compró al príncipe Carlos de Hesse-Kassel las fincas de Corselitze y Carlsfeldt en Falster y, en 1773 y 1776, estableció Arresødal y Grønnesøgård en la finca de Frederiksværk. Sus poderes de iniciativa y administración también beneficiaron a sus empresas agrícolas. Estableció las comunidades pesqueras de Sølager y Liseleje y desarrolló plantaciones a gran escala alrededor de Frederiksværk, aunque su afán por persuadir a los agricultores de que adoptaran mejores métodos de producción no parece que diese resultados significativos.
En 1756 compró a los herederos de Danneskjold-Laurwigenske una residencia de verano con un gran jardín cerca de Østerport. Aumentó su tamaño en 1765 cuando compró una propiedad adyacente conocida como Fiskerhuset a Hans von Ahlefeldt. Hoy se conoce como Classens Have (Jardín de Classen). Como mecenas de la literatura, Classen compró libros en su país y en el extranjero hasta acumular una gran biblioteca

## Reconocimiento
Las extensas operaciones comerciales de Classen le reportaron riqueza y reconocimiento. En 1775 se le concedió el título de general de división y se le otorgó la Orden del Dannebrog, mientras que en 1783 recibió la categoría de excelencia. También gozó de la amistad de los personajes más influyentes de la época, como Adam Gottlob Moltke, Hans Ahlefeldt, los Bernstorff, Saint-Germain, Ove Høegh-Guldberg, el general Heinrich Wilhelm von Huth y el general Peter Elias von Gähler.

## Legado

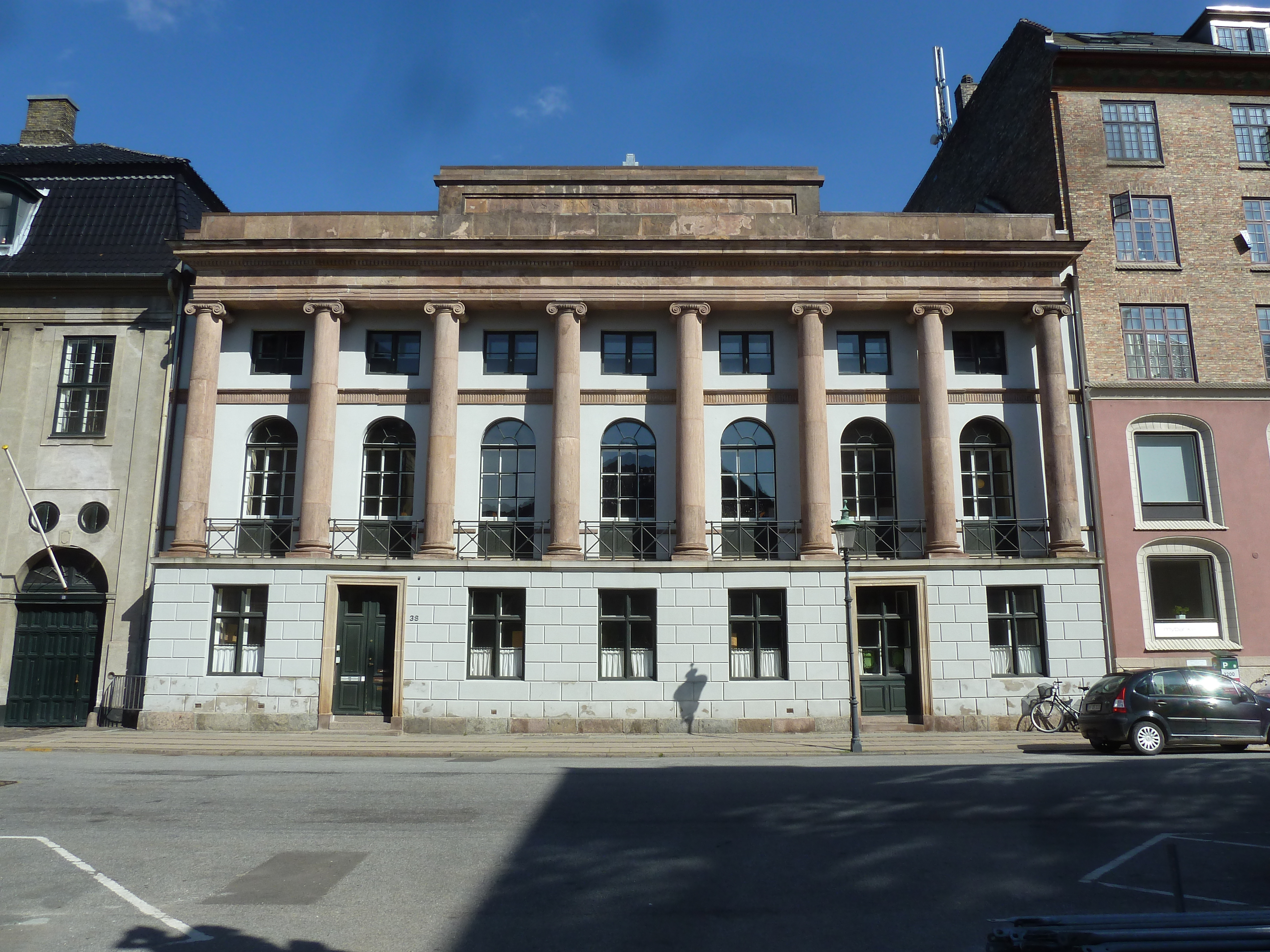
La biblioteca Classen en Copenhague

En su testamento, a excepción de Frederiksværk, Classen dejó todos sus bienes y posesiones a una fundación benéfica, Det Classenske Fideicommis. Debía destinarse a "educar a las personas de bien para que se conviertan en las mejores del Estado, a apoyar y promover la laboriosidad y la diligencia en las áreas más necesarias para el bienestar del país, y a ayudar a aliviar la pobreza y la miseria". El fondo, que aún hoy cuenta con un patrimonio considerable, sirvió para fundar la Næsgaard Agerbrugsskole, una escuela agrícola en Stubbekøbing, Falster (ahora Næsgaard Efterskole). En la Biblioteca Classen de Amaliegade, en Copenhague, se construyó su extensa biblioteca de unos 20.000 volúmenes, con importantes colecciones en las áreas de economía, geografía y ciencias. En 1867, fue compartida por la Universidad Agrícola y la Biblioteca Universitaria de Copenhague.

## Vida personal
Classen se casó con Anna Elisabeth Fabritius de Tengnagels (1735-1786). Tuvo dos hijas de su primer matrimonio, Marie Margarethe Baroness Iselin (1756-1814) y Anna Elisabeth Baroness Iselin (1760-1805). Su hermano, Peter Hersleb Classen (1738–1825), un funcionario estatal de alto nivel, más tarde se convirtió en director de Det Classenske Fideicommis.